# Aleksandr Trojanowski
Aleksandr Antonowicz Trojanowski (ros. Алекса́ндр Анто́нович Трояно́вский, ur. 1 stycznia?/13 stycznia 1882 w Tule, zm. 23 czerwca 1955 w Moskwie) – radziecki dyplomata, pierwszy ambasador ZSRR w USA (1933-1938).

## Życiorys
Urodzony w rodzinie szlacheckiej, 1903-1906 służył w rosyjskiej armii, 1903 ukończył korpus kadetów w Woroneżu i szkołę artylerii, uczestnik wojny rosyjsko-japońskiej. Od 1904 członek SDPRR, 1908 aresztowany i skazany na zesłanie, 1910 zbiegł za granicę, 1917 wrócił do Rosji i 1917-1918 ponownie służył w rosyjskiej armii. W 1917 został deputowanym do Zgromadzenia Ustawodawczego, 1918-1921 był wykładowcą w szkole starszych instruktorów, od 1921 pracownik Ludowego Komisariatu Inspekcji Robotniczo-Chłopskiej RFSRR, od 1923 członek RKP(b), 1924-1927 przewodniczący Zarządu Gostorga RFSRR i członek Ludowego Komisariatu Handlu Zagranicznego ZSRR. Od 14 listopada 1927 do 24 stycznia 1933 ambasador ZSRR w Japonii, później do listopada 1933 zastępca przewodniczącego Państwowej Komisji Planowania przy Radzie Komisarzy Ludowych ZSRR, od 20 listopada 1933 do 1 października 1938 ambasador ZSRR w USA, 1939-1941 wykładowca w Wyższej Szkole Dyplomatycznej Ludowego Komisariatu Spraw Zagranicznych ZSRR, później pracownik agencji Sowinformbiuro, od 1947 profesor. Pochowany na Cmentarzu Nowodziewiczym w Moskwie.